# 帕拉科杜
帕拉科杜（Palakkodu），是印度泰米尔纳德邦Dharmapuri县的一个城镇。总人口18614（2001年）。

## 人口
该地2001年总人口18614人，其中男性9460人，女性9154人；0—6岁人口2302人，其中男1158人，女1144人；识字率63.62%，其中男性为70.45%，女性为56.57%。